# Võng La
Võng La là một xã thuộc huyện Đông Anh thành phố Hà Nội, Việt Nam.

## Địa lý
Xã Võng La nằm ở phía tây nam của huyện Đông Anh, có vị trí địa lý:
- Phía đông giáp xã Hải Bối
- Phía tây giáp xã Đại Mạch
- Phía nam giáp quận Bắc Từ Liêm
- Phía bắc giáp xã Đại Mạch và xã Kim Chung.

Xã Võng La có diện tích 6,44 km², dân số năm 2022 là 15.268 người, mật độ dân số đạt 2.370 người/km².
Xã có khu công nghiệp Bắc Thăng Long.

## Hành chính
Xã Võng La được chia thành 3 thôn: Đại Độ, Sáp Mai, Võng La.

## Lịch sử
Đầu thế kỷ XIX, khu vực xã Võng La hiện nay thuộc tổng Võng La, huyện 
Yên Lãng, phủ Vĩnh Tường, trấn Sơn Tây. Lúc bấy giờ xã Võng La được chia 
thành 4 xã: Võng La, Đại Độ, Sáp Mai và Mai Châu.
Năm 1946, hợp nhất 4 xã: Võng La, Đại Độ, Sáp Mai và Mai Châu thành xã Tứ Dân thuộc huyện Đông Anh, tỉnh Phúc Yên.
Tháng 6 năm 1949, hợp nhất xã Tứ Dân và xã Đại Mạch thành xã Dân Chủ thuộc huyện Đông Anh, tỉnh Phúc Yên.
Tháng 8 năm 1955, chia xã Dân Chủ thành xã Dân Chủ và xã Hòa 
Bình.
Tháng 3 năm 1956, đổi tên xã Hòa Bình thành xã Việt Thắng.
Ngày 20 tháng 4 năm 1961, Quốc hội ban hành Nghị quyết về việc sáp nhập xã Võng La vào thành phố Hà Nội quản lý.
Ngày 31 tháng 5 năm 1961, Hội đồng Chính phủ ban hành 78-CP về việc xã Võng La thuộc huyện Đông Anh, thành phố Hà Nội quản lý.
Tháng 10 năm 1965, đổi tên xã Việt Thắng thành xã Võng La.

## Giao thông
Xã có quốc lộ 23 chạy qua.